# Rhytidophyllum bicolor
Rhytidophyllum bicolor är en tvåhjärtbladig växtart som beskrevs av Ignatz Urban. Rhytidophyllum bicolor ingår i släktet Rhytidophyllum och familjen Gesneriaceae. Inga underarter finns listade i Catalogue of Life.